# Wereldkampioenschappen indooratletiek 2014
De wereldkampioenschappen indooratletiek 2014 werden gehouden van vrijdag 7 maart 2014 tot en met zondag 9 maart 2014 in het Poolse Sopot. De wedstrijden vonden plaats in de Ergo Arena, welke is gelegen op de grens tussen Sopot en Gdańsk.

## Wedstrijdschema
| S | Series | Q | Kwalificaties | ½ | Halve finale | F | Finale |

| Datum →              | 07/03 | 07/03 | 08/03 | 08/03 | 08/03 | 09/03 | 09/03 | 09/03 |
| Onderdeel↓           | M     | A     | M     | A     | A     | M     | A     | A     |
| -------------------- | ----- | ----- | ----- | ----- | ----- | ----- | ----- | ----- |
| 60 m                 |       | S     |       | ½     | F     |       |       |       |
| 400 m                | S     | ½     |       | F     | F     |       |       |       |
| 800 m                | S     |       |       |       |       |       | F     | F     |
| 1 500 m              | S     |       |       | F     | F     |       |       |       |
| 3 000 m              |       | S     |       |       |       |       | F     | F     |
| 60 m horden          |       |       | S     |       |       |       | ½     | F     |
| 4 × 400 m            |       |       | S     |       |       |       | F     | F     |
| Verspringen          |       | Q     |       | F     | F     |       |       |       |
| Hink-stap-springen   |       |       | Q     |       |       |       | F     | F     |
| Hoogspringen         |       |       | Q     |       |       |       | F     | F     |
| Polsstokhoogspringen |       |       |       | F     | F     |       |       |       |
| Kogelstoten          | Q     | F     |       |       |       |       |       |       |
| Zevenkamp            | F     | F     | F     | F     | F     |       |       |       |

| Datum →              | 07/03 | 07/03 | 08/03 | 08/03 | 08/03 | 09/03 | 09/03 | 09/03 |
| Onderdeel↓           | M     | A     | M     | A     | A     | M     | A     | A     |
| -------------------- | ----- | ----- | ----- | ----- | ----- | ----- | ----- | ----- |
| 60 m                 |       |       | S     |       |       |       | ½     | F     |
| 400 m                | S     | ½     |       | F     | F     |       |       |       |
| 800 m                | S     |       |       |       |       |       | F     | F     |
| 1 500 m              |       | S     |       | F     | F     |       |       |       |
| 3 000 m              | S     |       |       |       |       |       | F     | F     |
| 60 m horden          |       | S     |       | ½     | F     |       |       |       |
| 4 × 400 m            |       |       | S     |       |       |       | F     | F     |
| Verspringen          |       |       | Q     |       |       |       | F     | F     |
| Hink-stap-sprong     | Q     |       |       | F     | F     |       |       |       |
| Hoogspringen         | Q     |       |       | F     | F     |       |       |       |
| Polsstokhoogspringen |       |       |       |       |       |       | F     | F     |
| Kogelstoten          |       |       | Q     | F     | F     |       |       |       |
| Vijfkamp             | F     | F     |       |       |       |       |       |       |

## Medailles

### Mannen
| Onderdeel            | Goud                                                                         | Goud       | Zilver                                                                        | Zilver     | Brons                                                                | Brons      |
| -------------------- | ---------------------------------------------------------------------------- | ---------- | ----------------------------------------------------------------------------- | ---------- | -------------------------------------------------------------------- | ---------- |
| 60 m                 | Richard Kilty Verenigd Koninkrijk                                            | 6,49 PB    | Marvin Bracy Verenigde Staten                                                 | 6,51       | Femi Ogunode Qatar                                                   | 6,52       |
| 400 m                | Pavel Maslák Tsjechië                                                        | 45,24 NR   | Chris Brown Bahama's                                                          | 45,58 PB   | Kyle Clemons Verenigde Staten                                        | 45,74      |
| 800 m                | Mohammed Aman Ethiopië                                                       | 1.46,40    | Adam Kszczot Polen                                                            | 1.46,76    | Andrew Osagie Verenigd Koninkrijk                                    | 1.47,10    |
| 1500 m               | Ayanleh Souleiman Djibouti                                                   | 3.37,52    | Aman Wote Ethiopië                                                            | 3.38,08    | Abdalaati Iguider Marokko                                            | 3.38,21    |
| 3000 m               | Caleb Ndiku Kenia                                                            | 7.54,94    | Bernard Lagat Verenigde Staten                                                | 7.55,22    | Dejen Gebremeskel Ethiopië                                           | 7.55,39    |
| 4×400 m              | Verenigde Staten Kyle Clemons David Verburg Kind Butler III Calvin Smith jr. | 3.02,13 WR | Verenigd Koninkrijk Conrad Williams Jamie Bowie Luke Lennon-Ford Nigel Levine | 3.03,49 SB | Jamaica Errol Nolan Allodin Fothergill Akheem Gauntlett Edino Steele | 3.03,69 NR |
| 60 m horden          | Omo Osaghae Verenigde Staten                                                 | 7,45 WL    | Pascal Martinot-Lagarde Frankrijk                                             | 7.46       | Garfield Darien Frankrijk                                            | 7,47 PB    |
| Verspringen          | Mauro Vinicius da Silva Brazilië                                             | 8,28 NR    | Li Jinzhe China                                                               | 8,23 SB    | Michel Tornéus Zweden                                                | 8,21 SB    |
| Hink-stap-springen   | Ljoekman Adams Rusland                                                       | 17,37 WL   | Ernesto Revé Cuba                                                             | 17,33      | Pedro Pablo Pichardo Cuba                                            | 17,24      |
| Hoogspringen         | Mutaz Essa Barshim Qatar                                                     | 2,38 AR    | Andrij Protsenko Oekraïne                                                     | 2,36 PB    | Erik Kynard Verenigde Staten                                         | 2,34       |
| Polsstokhoogspringen | Konstadínos Filippídis Griekenland                                           | 5,80 SB    | Malte Mohr Duitsland                                                          | 5,80       | Jan Kudlička Tsjechië                                                | 5,80 PB    |
| Kogelstoten          | Ryan Whiting Verenigde Staten                                                | 22,05      | David Storl Duitsland                                                         | 21,79 SB   | Tomas Walsh Nieuw-Zeeland                                            | 21,26 AR   |
| Zevenkamp            | Ashton Eaton Verenigde Staten                                                | 6632 WL    | Andrej Krawtsjanka Wit-Rusland                                                | 6303 NR    | Thomas Van Der Plaetsen België                                       | 6259 NR    |

### Vrouwen
| Onderdeel            | Goud                                                                             | Goud        | Zilver                                                                            | Zilver          | Brons                                                                         | Brons           |
| -------------------- | -------------------------------------------------------------------------------- | ----------- | --------------------------------------------------------------------------------- | --------------- | ----------------------------------------------------------------------------- | --------------- |
| 60 m                 | Shelly-Ann Fraser-Pryce Jamaica                                                  | 6,98 WL     | Murielle Ahouré Ivoorkust                                                         | 7,01 SB         | Tianna Bartoletta Verenigde Staten                                            | 7,06 SB         |
| 400 m                | Francena McCorory Verenigde Staten                                               | 51,12       | Kaliese Spencer Jamaica                                                           | 51,54 PB        | Shaunae Miller Bahama's                                                       | 52,06           |
| 800 m                | Chanelle Price Verenigde Staten                                                  | 2.00,09 WL  | Angelika Cichocka Polen                                                           | 2.00,45         | Marina Arzamasova Wit-Rusland                                                 | 2.00,89 PB      |
| 1500 m               | Abeba Aregawi Zweden                                                             | 4.00,61     | Axumawit Embaye Ethiopië                                                          | 4.07,12 PB      | Nicole Sifuentes Canada                                                       | 4.07,61 NR      |
| 3000 m               | Genzebe Dibaba Ethiopië                                                          | 8.55,04     | Hellen Obiri Kenia                                                                | 8.57,72         | Maryam Jamal Bahrein                                                          | 8.59,16         |
| 4×400 m              | Verenigde Staten Natasha Hastings Joanna Atkins Francena McCorory Cassandra Tate | 3.24,83 WL  | Jamaica Patricia Hall Anneisha McLaughlin Kaliese Spencer Stephenie Ann McPherson | 3.26,54 NR      | Verenigd Koninkrijk Eilidh Child Shana Cox Margaret Adeoye Christine Ohuruogu | 3.27,90 SB      |
| 60 m horden          | Nia Ali Verenigde Staten                                                         | 7,80 PB     | Sally Pearson Australië                                                           | 7,85            | Tiffany Porter Verenigd Koninkrijk                                            | 7,86 SB         |
| Verspringen          | Éloyse Lesueur Frankrijk                                                         | 6,85        | Katarina Johnson-Thompson Verenigd Koninkrijk                                     | 6,81 PB         | Ivana Španović Servië                                                         | 6,77            |
| Hink-stap-springen   | Jekaterina Koneva Rusland                                                        | 14,46       | Olha Saladoecha Oekraïne                                                          | 14,45           | Kimberly Williams Jamaica                                                     | 14,39 SB        |
| Hoogspringen         | Maria Koetsjina Rusland                                                          | 2,00 SB     | Niet uitgereikt                                                                   | Niet uitgereikt | Ruth Beitia Spanje                                                            | 2,00 SB         |
| Hoogspringen         | Kamila Lićwinko Polen                                                            | 2,00 NR     | Niet uitgereikt                                                                   | Niet uitgereikt | Ruth Beitia Spanje                                                            | 2,00 SB         |
| Polsstokhoogspringen | Yarisley Silva Cuba                                                              | 4,70        | Anzjelika Sidorova Rusland                                                        | 4,70            | Niet uitgereikt                                                               | Niet uitgereikt |
| Polsstokhoogspringen | Yarisley Silva Cuba                                                              | 4,70        | Jiřina Svobodová Tsjechië                                                         | 4,70            | Niet uitgereikt                                                               | Niet uitgereikt |
| Kogelstoten          | Valerie Adams Nieuw-Zeeland                                                      | 20,67 WL    | Christina Schwanitz Duitsland                                                     | 19,94           | Gong Lijiao China                                                             | 19,24 SB        |
| Vijfkamp             | Nadine Broersen Nederland                                                        | 4830 WL, NR | Brianne Theisen-Eaton Canada                                                      | 4768 NR         | Alina Fyodorova Oekraïne                                                      | 4724 PB         |

### Medailleklassement
| Plaats | Land                | Goud | Zilver | Brons | Totaal |
| 1      | Verenigde Staten    | 8    | 2      | 2     | 12     |
| 2      | Rusland             | 3    | 2      | 0     | 5      |
| 3      | Ethiopië            | 2    | 2      | 1     | 5      |
| 4      | Verenigd Koninkrijk | 1    | 2      | 3     | 6      |
| 5      | Jamaica             | 1    | 2      | 2     | 4      |
| 6      | Polen               | 1    | 2      | 0     | 3      |
| 7      | Frankrijk           | 1    | 1      | 1     | 3      |
| 7      | Cuba                | 1    | 1      | 1     | 3      |
| 7      | Tsjechië            | 1    | 1      | 1     | 3      |
| 10     | Kenia               | 1    | 1      | 0     | 2      |
| 11     | Nieuw-Zeeland       | 1    | 0      | 1     | 2      |
| 11     | Qatar               | 1    | 0      | 1     | 2      |
| 11     | Zweden              | 1    | 0      | 1     | 2      |
| 14     | Brazilië            | 1    | 0      | 0     | 1      |
| 14     | Djibouti            | 1    | 0      | 0     | 1      |
| 14     | Griekenland         | 1    | 0      | 0     | 1      |
| 14     | Nederland           | 1    | 0      | 0     | 1      |
| 18     | Duitsland           | 0    | 3      | 0     | 3      |
| 19     | Bahama's            | 0    | 1      | 2     | 3      |
| 19     | Oekraïne            | 0    | 1      | 2     | 3      |
| 21     | Canada              | 0    | 1      | 1     | 2      |
| 21     | China               | 0    | 1      | 1     | 2      |
| 21     | Wit-Rusland         | 0    | 1      | 1     | 2      |
| 24     | Australië           | 0    | 1      | 0     | 1      |
| 24     | Ivoorkust           | 0    | 1      | 0     | 1      |
| 25     | Bahrein             | 0    | 0      | 1     | 1      |
| 25     | België              | 0    | 0      | 1     | 1      |
| 25     | Marokko             | 0    | 0      | 1     | 1      |
| 25     | Servië              | 0    | 0      | 1     | 1      |
| 25     | Spanje              | 0    | 0      | 1     | 1      |
| Totaal | Totaal              | 27   | 26     | 25    | 78     |

## Foto's

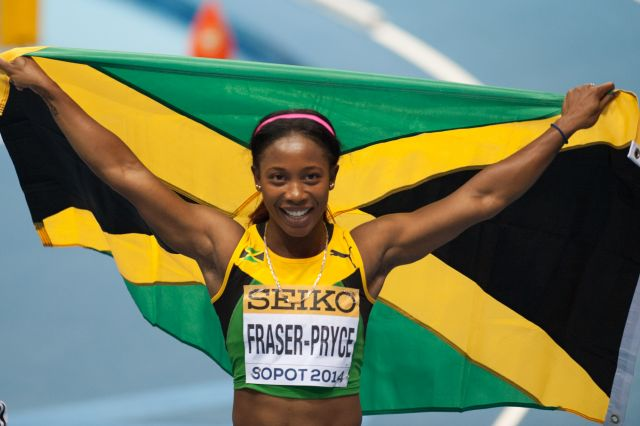
Shelly-Ann Fraser-Pryce
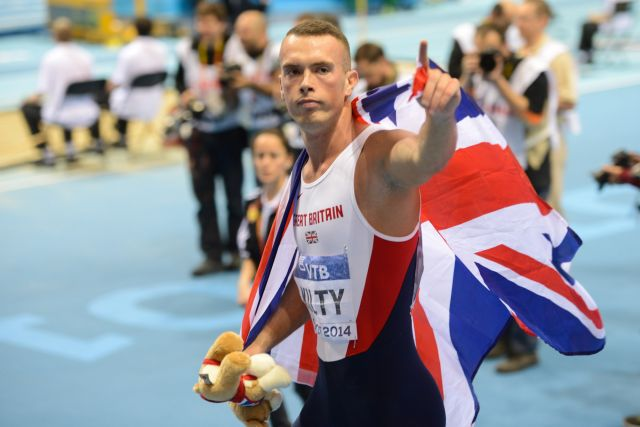
Richard Kilty
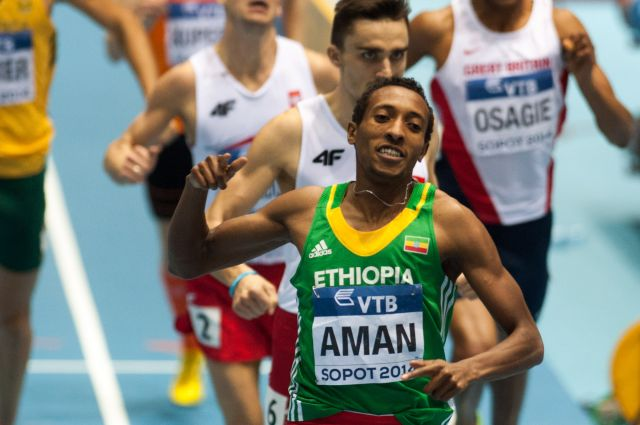
Mohammed Aman
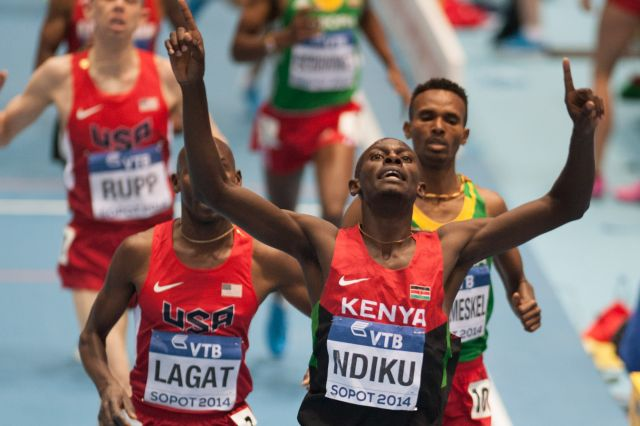
Caleb Mwangangi Ndiku
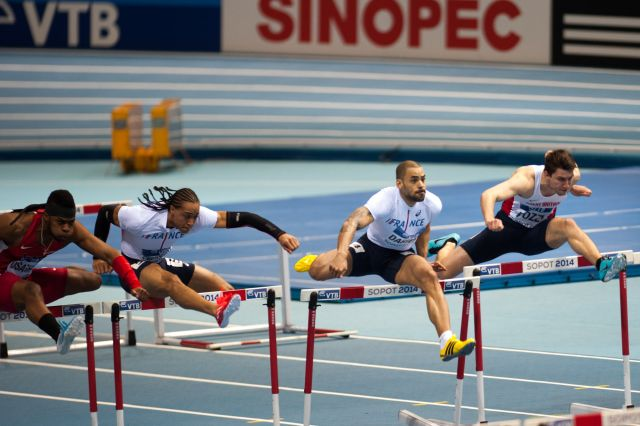
60 m horden finale
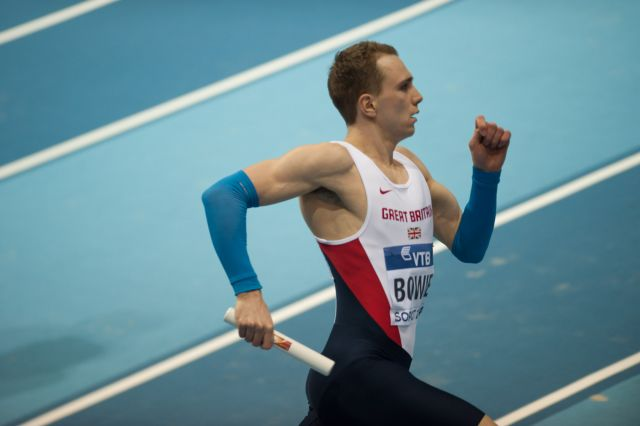
Jamie Bowie
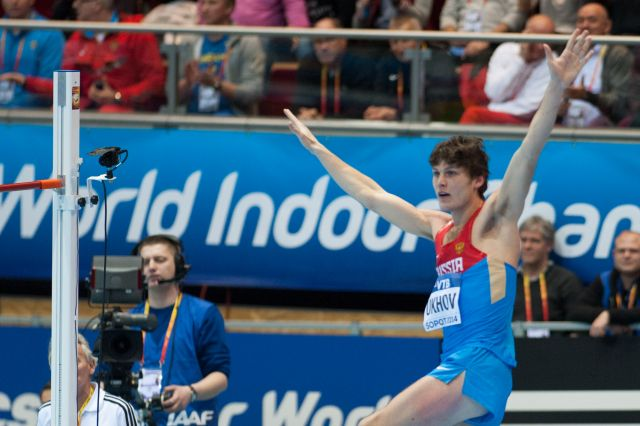
Ivan Uhkov
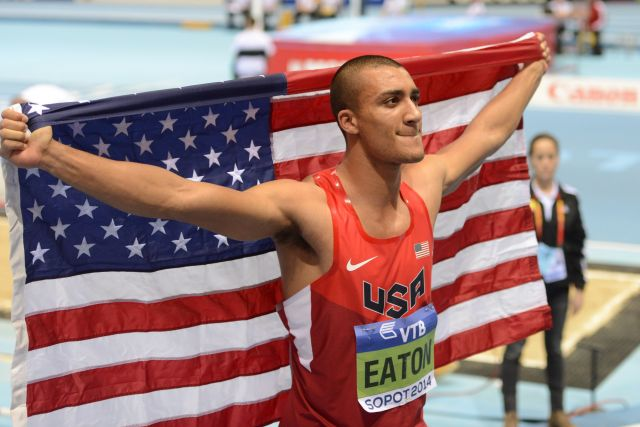
Ashton Eaton
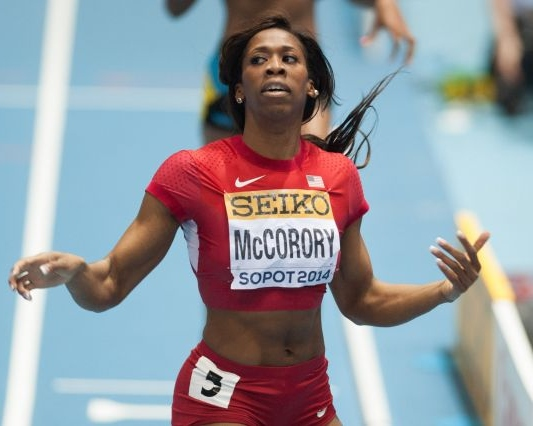
Francena McCorory
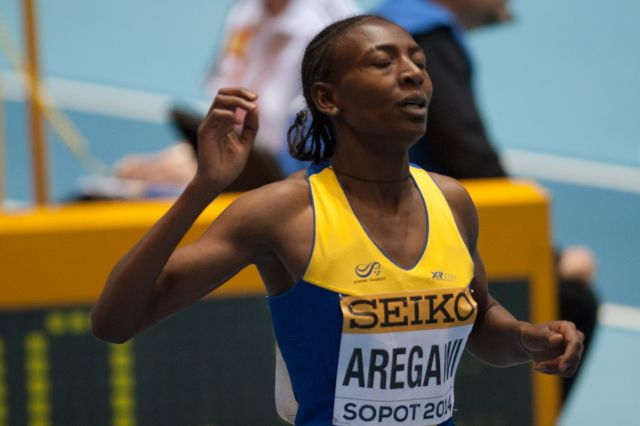
Abeba Aregawi
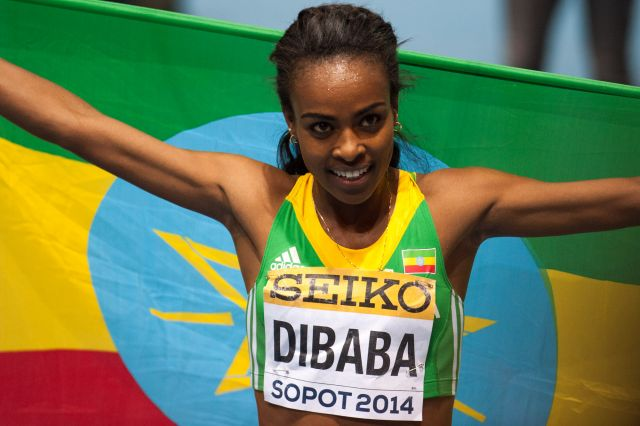
Genzebe Dibaba
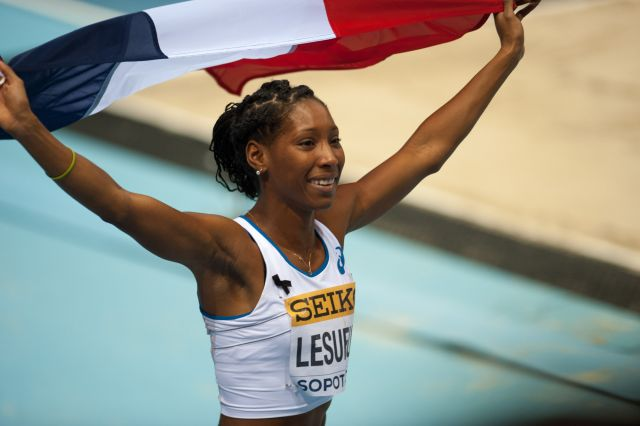
Éloyse Lesueur
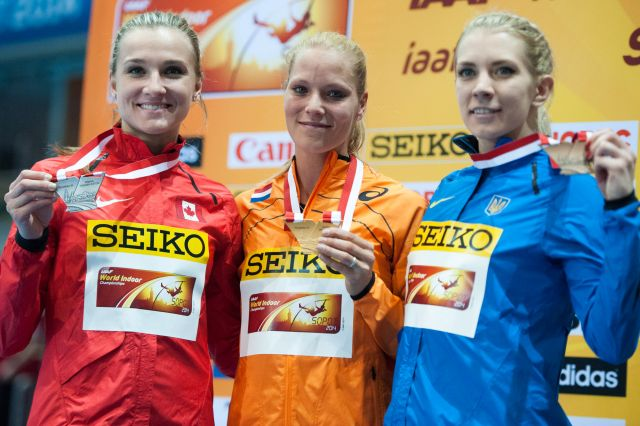
Brianne Theisen-Eaton, Nadine Broersen, Alina Fyodorova

Parijs 1985 · 
Indianapolis 1987 · 
Boedapest 1989 · 
Sevilla 1991 · 
Toronto 1993 · 
Barcelona 1995 · 
Parijs 1997 · 
Maebashi 1999 · 
Lissabon 2001 · 
Birmingham 2003 · 
Boedapest 2004 · 
Moskou 2006 · 
Valencia 2008 ·
Doha 2010 ·
Istanbul 2012 ·
Sopot 2014 ·
Portland 2016 · 
Birmingham 2018 ·
Belgrado 2022 · 
Glasgow 2024 · 
Nanjing 2025 · 
Toruń 2026
Belgische medaillewinnaars · Nederlandse medaillewinnaars